# 59 Times the Pain
I 59 Times the Pain sono stati un gruppo hardcore punk svedese, attivo dal 1992 al 2001.

## Storia del gruppo
Il gruppo si forma a Fagersta, nel Västmanland, per idea del cantante e chitarrista Magnus Larnhed, del bassista Michael Conradsson, del batterista Toni Virtanen e del chitarrista Kai Kalliomäki. Il nome del gruppo si ispira all'omonima canzone degli Hüsker Dü. Kalliomäki lascia presto la band ed è sostituito da Niklas Lundgren. Il loro primo demo, Feeling Down, attira l'attenzione della Burning Heart Records, con la quale firmano un contratto nel 1993. L'anno successivo i 59 Times the Pain registrano il loro album di debutto, Blind Anger & Hate.
Nel marzo 1995 i 59 Times the Pain iniziano le registrazioni del successivo More Out of Today all'Unisound. L'album, assieme al singolo Blind Anger & Hate e a tour estensivi, permette di ottenere un certo successo underground.
Nel settembre dello stesso anno la band torna all'Unisound per Twenty Percent of My Hand, cui segue End of the Millennium nel febbraio 1999 e Calling the Public nel 2000. I 59 Times the Pain appaiono inoltre in alcune compilation, tra le quali Short Music for Short People e Punk-O-Rama Vol. 4, prima di sciogliersi nel 2001. Il 30 gennaio 2008 la formazione ha annunciato la riunione per il Groezrock festival.

## Formazione

### Formazione attuale
- Magnus Larnhed - voce, chitarra
- Niklas Lundgren - chitarra
- Toni Virtanen - batteria
- Michael Conradsson - basso

### Ex componenti
- Kai Kalliomäki - chitarra

## Discografia

### Album in studio
- 1994 - Blind Anger & Hate
- 1995 - More Out of Today
- 1996 - Twenty Percent of My Hand
- 1999 - End of the Millennium
- 2000 - Calling the Public

### EP
- 1995 - Even More Out of Today
- 1998 - Music for Hardcorepunx
- 1999 - Turn at 25th

### Split
- 1999 - split con i Subterranean Kids

### Apparizioni in compilation
- 1995 - Lost Our Trust, Our Approach e Join the Army in Cheap Shots vol.1
- 1996 - Time To Chill e Nervous Breakdown in Cheap Shots vol.2
- 1997 - Don't Belong Here in Cheap Shots vol.3
- 1999 - Weakend Revolution in Punk-O-Rama Vol. 4
- 1999 - We Want the Kids in Short Music for Short People
- 2000 - Turn at 25th in Cheap Shots vol.4
- 2000 - Sweet and Tender Hooligan in The World Still Won't Listen: A Tribute to the Smiths
- 2001 - Cash on Delivery in Cheap Shots vol.5